# Orange Juice
Orange Juice (de: Orangensaft) war eine schottische Rockband der frühen 1980er, angeführt vom Gitarristen und Sänger Edwyn Collins.

## Bandgeschichte
Die Band gründete sich 1976 im bürgerlichen Glasgower Vorort Bearsden unter dem Namen The Nu-Sonics und benannte sich 1979 in Orange Juice um.
Ihren ersten „offiziellen“ Gig gab die Band am 20. April 1979 im Victoria Cafe der Glasgower Kunsthochschule (Glasgow School of Art). Im Jahr darauf erschien ihre erste Single Falling and Laughing als erste Platte des Labels Postcard Records und wurde von der britischen Musikpresse in den höchsten Tönen gelobt. Der Musikkritiker Simon Reynolds schreibt die Beliebtheit der Band bei Medien wie Fans dem Umstand zu, dass sich die britische Post-Punk-Szene nach dem Selbstmord von Ian Curtis nach fröhlicheren und „lebensbejahenden“ Tönen sehnte. Im Gegensatz zu recht ernsthaften und in klassischer Punk-Manier gegen das Establishment ansingende Zeitgenossen wie The Marxists pflegten Orange Juice in ihren Texten einen eher lässig-ironischen Tonfall, der stimmlich durch Edwyn Collins’ Vorliebe für das Crooning noch verstärkt wurde. Auch die Klangfarbe der Band klang durchaus poppig, bestimmt von melodiösem Gitarrenspiel und Anleihen bei Disco und Funk. Die Produktion der Band besorgte zu dieser Zeit Alex Fergusson.
Nach einigen weiteren recht erfolgreichen Singles begann die Band mit der Aufnahme ihres ersten Studioalbums, wechselten nach einigen Sessions allerdings zum Major Label Polydor. Das Album erschien unter dem Titel You Can't Hide Your Love Forever; es erreichte in den britischen Albumcharts Platz 21.
Kurz nach der Veröffentlichung verließen Kirk und Daly die Band. Sie wurden durch Malcolm Ross, vormals Gitarrist von Josef K, und dem aus Simbabwe stammenden Schlagzeuger Zeke Manyika ersetzt, zudem stieß mit Stephen Skinner ein weiterer Gitarrist zur Band. Aus dem zweiten Album Rip It Up wurde 1983 eine gleichnamige Single ausgekoppelt, die Platz 8 der britischen Charts erreichte und den einzigen Top-Ten-Hit der Band darstellt. Wegen künstlerischer Differenzen verließen jedoch bis auf Manyika auch die neuen Mitglieder bald wieder die Band, und so war Orange Juice zur Zeit ihrer letzten Schallplatte Texas Fever nurmehr ein Duo. Diese EP wurde von der Reggae-Legende Dennis Bovell produziert.
Im Januar 1985 löste sich Orange Juice auf.

## Diskografie
Singles
- 1980: Falling and Laughing
- 1980: Blue Boy
- 1980: Simply Thrilled Honey
- 1981: Poor Old Soul
- 1981: Wan Light
- 1981: L.O.V.E....Love (UK 65)
- 1982: Felicity (UK 63)
- 1982: Two Hearts Together (UK 60)
- 1982: I Can’t Help Myself (UK 42)
- 1983: Rip it Up (UK 8)
- 1983: Flesh of My Flesh (UK 41)
- 1984: Bridge (UK 67)
- 1984: What Presence (UK 47)
- 1984: Lean Period (UK 74)

Alben und EPs
- 1982: You Can’t Hide Your Love Forever (UK 21)
- 1982: Rip It Up (UK 39)
- 1983: Texas Fever (UK 34)
- 1984: The Orange Juice

Sampler
- 1984: In A Nutshell
- 1992: The Esteemed – The Very Best Of Orange Juice
- 1992: Ostrich Churchyard (Erstveröffentlichung der Studioaufnahmen für das geplante Debütalbum bei Postcard Records sowie die John-Peel-Session vom 30. Oktober 1980)
- 1993: The Heather’s on Fire
- 2005: The Glasgow School